# Cabiri
I Cabiri (in greco antico: Κάβειροι?, Kábeiroi) sono figure della mitologia greca oggetto di un culto misterico.

## Genealogia
Figli di Efesto e Cabeiro oppure di Cadmilo o Prometeo.

### Nomi e quantità
A seconda dell'autore il numero dei Cabiri varia ma dalla somma dei nomi citati se ne ottengono cinque: Alcon, Eurimedone, Onnes, Aitinaio e Tonnes.

## Mitologia
I Cabiri erano un gruppo di enigmatiche divinità dell'oltretomba, probabilmente di origine frigia o tracia e protettori dei marinai che in seguito furono importati nel rito greco, dove corrispondevano a dei nani figli del dio Efesto, che forgiavano i metalli nella sua fucina di Lemno insieme alla madre Cabeiro.
Spesso erano anche identificati con i Cureti cretesi, i Dattili troiani ed i Coribanti frigi ma nella loro origine remota comunque, corrispondevano a divinità mistiche venerate o temute in varie parti del mondo antico e l'oscurità che incombe su di loro e le contraddizioni che si incontrano nei resoconti degli antichi stessi, hanno portato gli scrittori moderni a scrivere ognuno una propria teoria che spesso contrasta con le altre. È altresì incerta l'origine ed il significato del loro nome così come la loro reale origine o provenienza.
Secondo alcuni erano due fratelli che presiedevano alle danze orgiastiche dei misteri di Samotracia anticamente svolti in onore delle dee Demetra, Persefone ed Eche.
Secondo Pausania (vissuto nel II sec.d.C), nel luogo dove era situato il Kabirion a lui contemporaneo, esistevano una città e degli uomini chiamati Kabeiroi. Demetra si recò da uno di questi, chiamato Prometeo, e diede loro qualcosa da custodire, chiamato teleté. Al tempo degli Epigoni i Cabiri furono cacciati dalle loro case dagli Argivi.
Clemente Alessandrino (nato forse ad Atene intorno alla metà del II sec.d.C e morto in Oriente intorno al 215), ricorda di come i Cabiri fossero originariamente tre, ma di come due fratelli commisero un atto di fratricidio. 

Nella tragedia Cabiri di Eschilo, le due figure accolgono gli Argonauti nella loro isola e li coinvolgono in riti orgiastici.

Gli dei gemelli vennero identificati anche con i Dioscuri specialmente nel mito degli Argonauti.

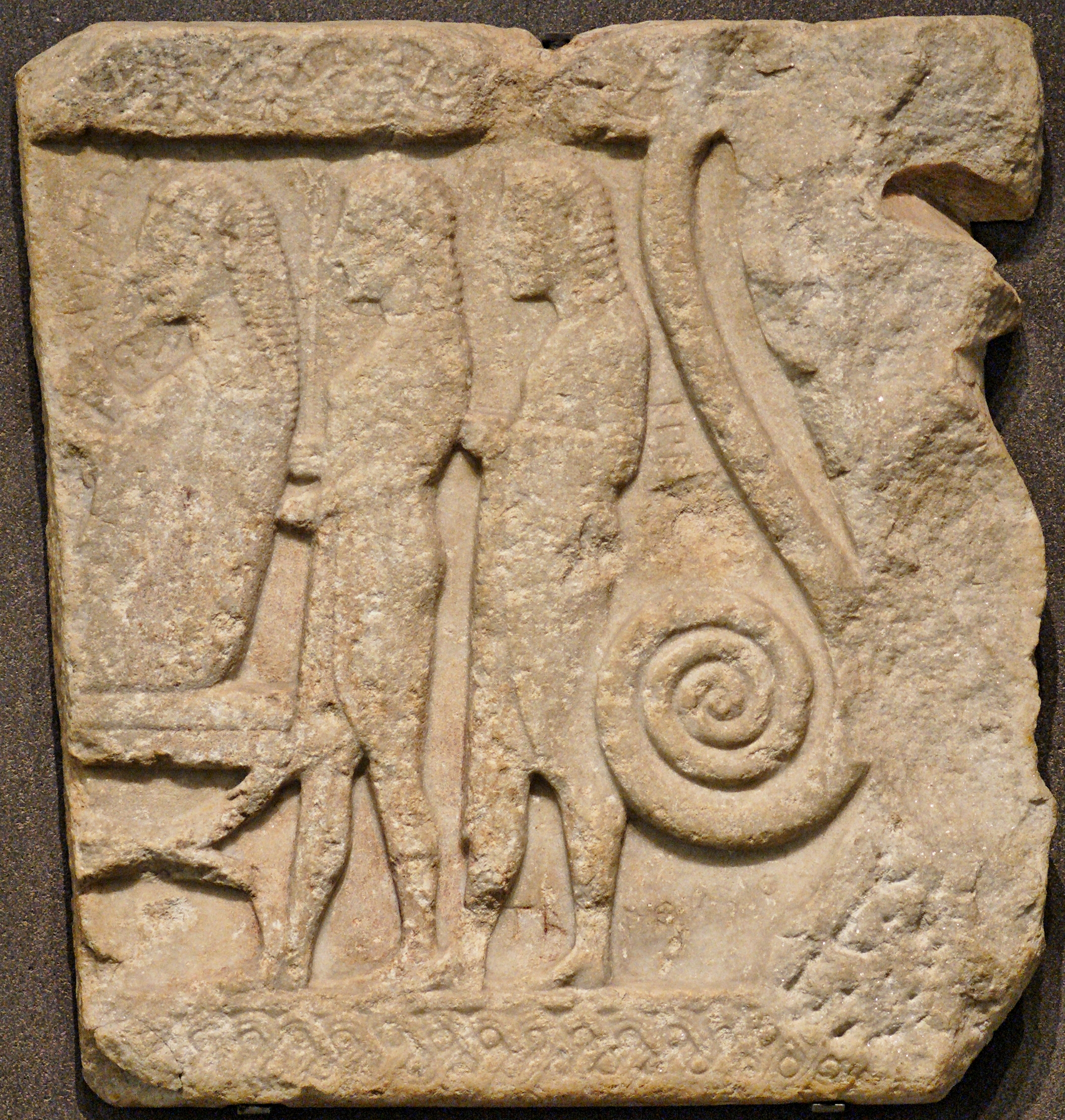
Samotracia, iniziazione di Agamennone al culto dei Cabiri

Erano venerati nell'isola di Samotracia come Grandi Dei in un culto misterico che aveva il suo centro nel Santuario dei Grandi Dei ed era strettamente collegato a quello di Efesto. Qui si racconta che il dio ebbe da Cabeiro il figlio Cadmilo e che a sua volta ebbe tre figli detti Cabiri e tre figlie dette le Cabridi.
Secondo alcuni i Cabiri della Samotracia erano un gruppo più grande di divinità e comprendeva non solo i figli di Efesto ma anche diversi figli coribantici del dio Apollo ed entrambi i gruppi sono stati ritratti come dei rissosi guerrieri danzanti presenti nelle orge.
Cedalione infine, il servitore di Efesto che condusse il gigante Orione verso est era talvolta considerato come uno dei Cabiri.

## Culto
Il culto si diffuse rapidamente in tutto il mondo greco durante il periodo ellenistico ed in seguito fu adottato anche dai Romani.